# Etiópida
La Etiópida (del griego: Αἰθιοπίς, Latín: Aethiopis) es un poema épico perdido de la antigua literatura griega.
Es uno de los que componen el ciclo troyano, que trata sobre la historia completa de la guerra de Troya en sus sagas épicas. La historia narrada en la Etiópida viene cronológicamente después de la Ilíada, y le sigue la Pequeña Ilíada. La Etiópida fue atribuida por escritores antiguos a Arctino de Mileto. El poema se compone de dos libros de versos en hexámetros dáctilos.
El único resumen completo de la obra de que se dispone se encuentra en la Crestomatía de Proclo (del cual se discute si se trata del filósofo neoplatónico del siglo V o bien de un gramático del siglo II). Las otras fuentes (menos de una decena) son muy fragmentarias.

## Fecha
La Etiópida fue probablemente compuesta en el siglo VII a. C., pero no hay seguridad de ello. Otras fuentes antiguas consideran que Arctino vivió en el siglo VIII a. C., y también se han sugerido fechas más tardías.

## Argumento

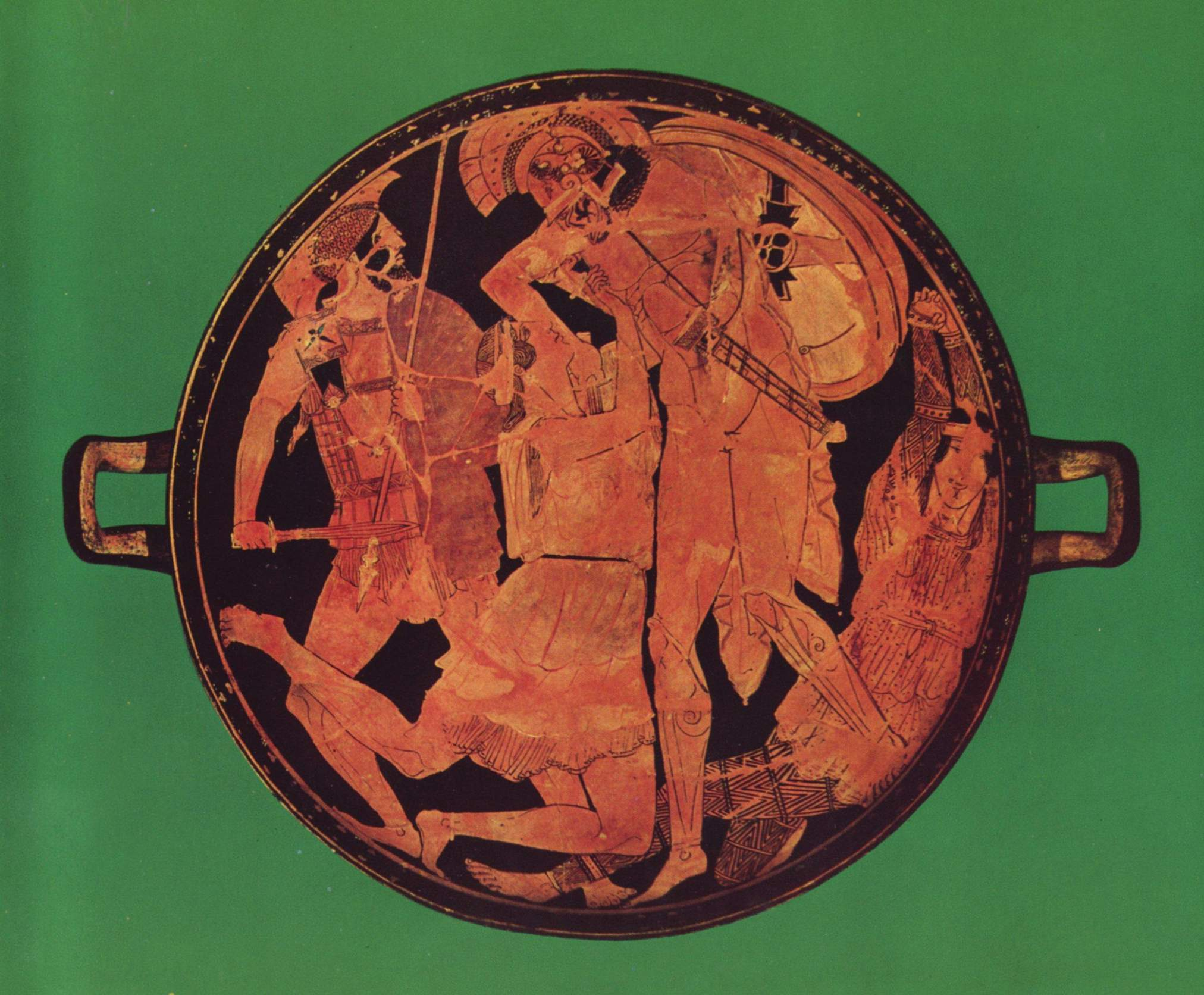
La muerte de Pentesilea, cerámica griega de figuras rojas (h. 460 a. C.).

El poema empieza inmediatamente después de la muerte del héroe troyano Héctor, con la llegada de las amazonas de Pentesilea que llegaron a ayudar a los troyanos. 
Pentesilea tiene algunos momentos de gloria en la batalla, pero Aquiles la asesina. Luego el guerrero griego Tersites provoca a Aquiles, diciéndole que él la amaba, y Aquiles lo asesina también. 
Aquiles marcha luego a Lesbos, y allí, tras efectuar un sacrificio en honor de Apolo, Artemisa y Leto, es purificado del crimen por Odiseo.
Otros aliados troyanos llegan después, Memnón, hijo de Eos y Titono, a la cabeza de un ejército de etíopes y llevando una armadura hecha por el dios Hefesto. En el curso de la batalla, Memnón mata a Antíloco, guerrero griego hijo de Néstor y gran amigo de Aquiles. Este se venga asesinando a Memnón, y Zeus hace a Memnón inmortal a petición de Eos. 
Aquiles, encolerizado, persigue a los troyanos hasta los muros de Troya, y allí muere delante de las puertas Esceas por una flecha de Paris asistido por el dios Apolo. El cuerpo de Aquiles es recuperado por Áyax Telamonio y Odiseo.
Los griegos celebran los funerales de Antíloco. La nereida Tetis, madre de Aquiles, llega para llorar sobre el cuerpo de su hijo, acompañada de las Musas y de sus hermanas. Se organizan juegos funerarios en honor del difunto, en los cuales sus armas son ofrecidas en recompensa al más grande de los héroes, lo que engendra una disputa entre Odiseo y Áyax el Grande.
Es así como termina la Etiópida. No está zanjada la cuestión sobre si las armas de Aquiles y el suicidio de Áyax estaban también relatados al final de la obra o si lo estuvieron únicamente en el siguiente episodio del ciclo, la Pequeña Ilíada.